# Modas e Adufes

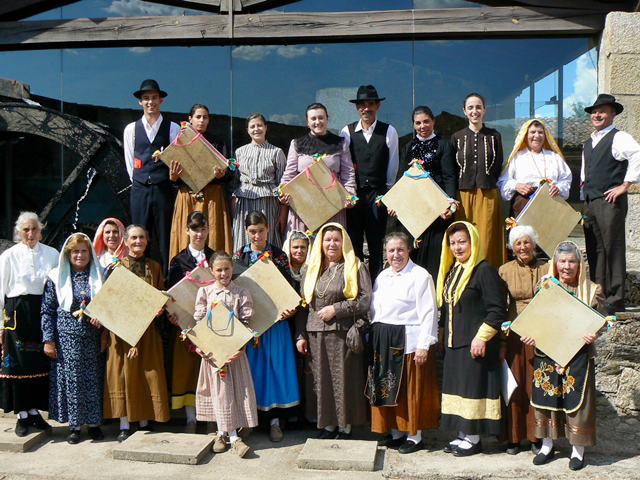
Foto do grupo "modas e adufes" (agosto 2009

Modas e Adufes é a denominação de um grupo etnográfico que se dedica à divulgação da música tradicional de Proença-a-Velha.

## Fundação
O “Modas e Adufes - Grupo Etnográfico de Proença-a-Velha”, surgiu com esta denominação em Fevereiro de 2006, na sequência da desintegração das “Adufeiras do Divino Espírito Santo”.
Está integrado no seio da "Proençal - Liga de Desenvolvimento de Proença-a-Velha", uma associação sem fins lucrativos desta freguesia do concelho de Idanha-a-Nova.

## Logotipo

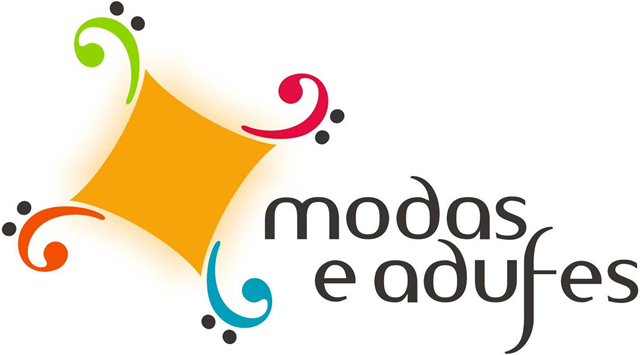
logotipo do "modas e adufes"

O logotipo tem como elemento principal uma representação estilizada de um adufe, sendo adornado, nos 4 cantos, por claves de fá a que acresce o nome do grupo, “modas e adufes”.

## A origem do nome
Modas e adufes: Modas, porque é esse o nome que, por estas terras raianas do concelho de Idanha-a-Nova, se dá às cantigas; Adufes, porque assim se chamam os instrumentos musicais de percussão, que mais se utilizam nesta região, onde não havia praticamente uma mulher que não os soubesse tocar, com particular maestria. Era, e ainda é, muito usado nas tradicionais romarias que há em toda esta região.

## Composição do Grupo
O grupo é constituído por gente jovem e menos jovem, das mais variadas idades e profissões. Neste momento (Janeiro de 2010), conta com 25 elementos activos com idades que vão dos 6 aos 80 anos. O grupo é composto essencialmente por elementos do sexo feminino, sendo apenas 3 do sexo masculino.

## Espectáculos
O grupo tem vindo a realizar espectáculos não só em Portugal, como ainda na vizinha Estremadura espanhola e também na Bulgária.
Desde 2009 o grupo realizou os seguintes espectáculos:
- - Em 2011

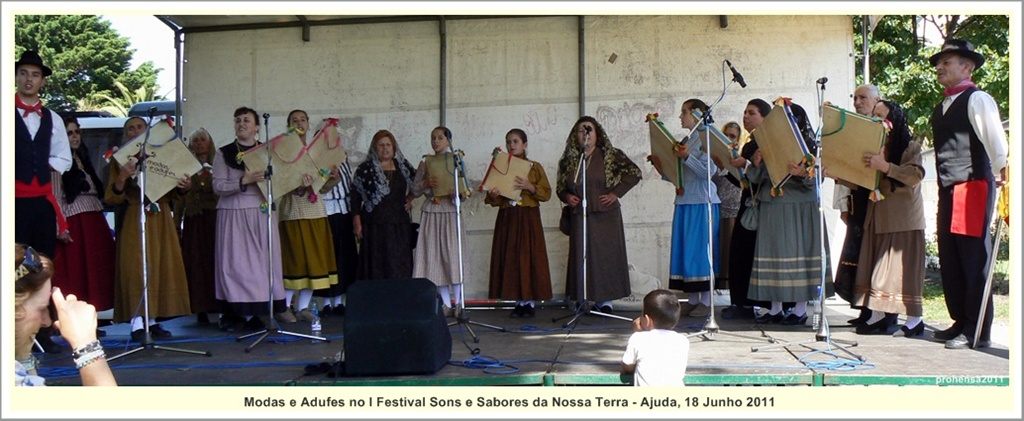
Modas e Adufes no I Festival "Sons e Sabores"

- 22/Agosto/2011  -  Festa em honra de Nosso Senhor do Senhor do Calvário - Proença – a - Velha
- 21/Agosto/2011  -  Festa em honra de Nosso Senhor do Senhor do Calvário - Proença – a – Velha  (Missa)
- 07/Agosto/2011  -  Festejos de Verão - Benquerença / Penamacor
- 06/Agosto/2011  -  Festejos de Verão - Oledo
- 05/Agosto/2011  - Semana Cultural - Melgaço
- 31/Julho/2011  -  XV Feira Raiana - Idanha–a-Nova
- 16/Julho/2011  -  Aniversário Grupo de Danças e Cantares da Fatela - Fatela*Fundão
- 09/Julho/2011  -  Prove Portugal RTP1 - directo (Castelo Branco)
- 26/Junho/2011  -  Festejos de S. João - Escalos de Cima
- 18/Junho/2011  -  I Festival “Sons e Sabores da Nossa Terra” - Ajuda*Lisboa
- 15/Maio/2011  -  9º Festival das Sopas Tradicionais - Proença–a-Velha
- 08/Maio/2011  -  Feira de Agricultura e das Actividades Agrícolas - ESACB - Castelo Branco
- 25/Abril/2011  -  Senhora da Granja - Proença–a-Velha
- 22/Abril/2011  -  RTP1 Lisboa
- 16/Abril/2011  -  4.º Encontro de Cantares Quaresmais - Idanha–a-Nova
- 02/Abril/2011  -  1º Festival dos Espargos, Criadilhas e Tortulhos - Alcafozes
- 24/Março/2011  -  Programa RTP1 “Prove Portugal” - filmagem (Castelo Branco)
- 06/Março/2011  -  9º Festival do Azeite e Fumeiro - Proença–a-Velha
- 26/Fevereiro/2011  -  BTL / Programa das Festas RTP1 - FIL * Lisboa
- 23/Fevereiro/2011  -  103º Aniversário do Centro Artístico Albicastrense - Castelo Branco
- 06/Fevereiro/2011  -  39.º Aniversário da AFANSG - Ajuda * Lisboa
- 22/Janeiro/2011  -  Encontro Rotary Club - Castelo Branco

- - Em 2010
- 13/Novembro/2010  -  Congresso Internacional “Canto a Vozes – A voz na música tradicional” - Portel
- 13,14 e 15/Outubro/2010  -  Programa Oralidades - Sliven * Bulgária
- 09/Outubro/2010  -  III Encontro de Grupos de Cantares Tradicionais da ACREF - Forcada (Aguada de Cima)
- 19/Setembro/2010  -  XI Festival de Folclore da Casa do Concelho de Cinfães - Marvila * Lisboa
- 11/Setembro/2010  -  I MusicArte - Fundão
- 22/Agosto/2010  -  Festa em honra de Nosso Senhor do Senhor do Calvário - Proença – a – Velha  (Missa)
- 20/Agosto/2010  -  Festa em honra de Nosso Senhor do Senhor do Calvário - Proença – a – Velha
- 18/Agosto/2010  -  Animação Termal - Termas de Monfortinho
- 08/Agosto/2010  -  IV Festival da Melancia - Ladoeiro
- 07/Agosto/2010  -  Salão Nobre do Teatro Ribeiro Conceição de Lamego - Lamego
- 01/Agosto/2010  -  XXI Feira de Enchido, Queijo e Mel  - Vila de Rei
- 31/Julho/2010  -  I Festival da Gastronomia - Idanha – a  - Nova
- 18/Julho/2010  -  I Festival de Desporto na Natureza - Zebreira
- 19/Junho/2010  -  II Gala Distrital de Futebol - Idanha – a  - Nova
- 16/Maio/2010  -  VIII Festival das Sopas Tradicionais - Proença – a - Velha
- 02/Maio/2010  -  Programa Oralidades - Ourense * Espanha
- 01/Maio/2010  -  I Festival das Flores - Aldeia de Santa Margarida
- 24/Abril/2010  -  XX Quinzena Cultural “Primavera num campo branco” - Castro Verde * Beja
- 17/Abril/2010  -  Cultura - Carnide * Lisboa
- 04/Abril/2010  -  Festejos da Páscoa - Proença – a - Velha
- 13 e 14/Fevereiro/2010  -  VIII Festival do Azeite e Fumeiro - Proença – a - Velha
- 07/Fevereiro/2010  -  Aniversário AFANSG - Ajuda * Lisboa

- - Em 2009
- 29/Novembro/2009 - Aniversário da Associação Cultural de Freixedas, Guarda
- 21/Novembro/2009 - Pavilhão do Conhecimento, Lisboa (Espectáculo de Encerramento do Ano Internacional do Planeta Terra.)
- 20/Outubro/2009 - Montra Cultural ESGIN, Idanha – a - Nova
- 03/Outubro/2009 - Festa do Foral, Zebras
- 20/Setembro/2009 - XIV Feira Raiana,Idanha – a - Nova
- 19/Setembro/2009 - Festival da Bica de Azeite, Monforte da Beira
- 21/Agosto/2009 - Festas em Honra de Nosso Senhor do Calvário, Proença – a - Velha
- 20/Agosto/2009 - Espectáculo de Apresentação de CD no Centro Cultural Raiano, Idanha – a – Nova
- 14/Agosto/2009 - Festa, Vale de Espinho * Sabugal
- 08/Agosto/2009 - Festas em Honra de Nossa Senhora da Conceição, Penha Garcia
- 07/Agosto/2009 - Programa da RTP1 “Verão Total”, Idanha – a - Nova
- 02/Agosto/2009 - Festa em Honra de Nossa Senhora das Dores, Idanha – a - Nova
- 26/Julho/2009 - Visita Pastoral de D. Antonino Dias, Proença – a - Velha
- 19/Julho/2009 - Festival da Melancia, Ladoeiro
- 11/Julho/2009 - Aniversário Centro de Dia, Proença – a - Velha
- 10/Julho/2009 - Programa Oralidades, Évora
- 04/Julho/2009 - II Encontro de Grupos de Cantares Tradicionais da ACREF, Forcada (Águeda * Aveiro)
- 28/Junho/2009 - Feira de Actividades Económicas 2009, Vila Velha de Ródão (c/ a presença do Secretário de Estado da Juventude e Desporto Dr. Laurentino Dias)
- 12/Junho/2009 - Festa de Santo António, Rosmaninhal
- 11/Junho/2009 - XI Feira de Artesanato e Gastronomia do Município da Mealhada, Mealhada
- 06/Junho/2009 - Gravação de CD, Idanha-a-Nova
- 10/Maio/2009 - Participação no Programa da Rádio Beira Interior “Nossa Terra, Nossas Gentes”, Proença – a - Velha
- 10/Maio/2009 - VII Festival das Sopas Tradicionais, Proença – a - Velha
- 03/Maio/2009 - III Aniversário do Grupo, Proença – a - Velha
- 18/Abril/2009 - Sé Catedral de IDV, Idanha – a - Velha
- 12/Abril/2009 - Festejos da Páscoa, Proença – a - Velha
- 21/22/Fevereiro/2009 - Festival do Azeite e Fumeiro, Proença – a - Velha
- 08/Fevereiro/2009 - Aniversário AFANSG, Ajuda * Lisboa

## Discografia
Em Agosto de 2009 o “Modas e Adufes” lançou o seu primeiro CD, intitulado “À nossa moda”, o qual foi apresentado num espectáculo propositadamente levado a efeito e realizado a 20 de Agosto, no Centro Cultural Raiano, em Idanha-a-Nova.
O CD inclui os seguintes temas, todos eles da tradição popular de Proença-a-Velha.
- 01 - Tenho uma prima tão linda
- 02 - Ó José, José
- 03 - Azeitona Galeguinha
- 04 - Os amores d'azeitona
- 05 - À porta da nossa ama
- 06 - Adeste fidelis
- 07 - Glória in excelsis Deo
- 08 - Menino Jesus dos rapazes
- 09 - Janeiras
- 10 - Chora a videira
- 11 - Bonequinha (ai solidon)
- 12 - Ó meu Deus s'eu fora homem
- 13 - Encomendação das almas
- 14 - Lòvádsíssemo
- 15 - Verónica (O vos omnes)
- 16 - Lamento das 3 Marias (Heus)
- 17 - Senhora da Granja
- 18 - Verde-gaio
- 19 - Margaça
- 20 - Ai Morena
- 21 - Vira do Senhor do Calvário

## Coordenação
A coordenação do grupo é feita por 3 elementos:
- Maria Helena Geraldes Esteves Silva;
- Maria José Coelho Pires Pereira;
- Maria Palmira Carvalho Ramos.

## Ligações Externas
- modas e adufes no myspace
- Página web do "modas e adufes"
- "Gazeta do Interior" noticia espectáculo[ligação inativa]
- notícia do espectáculo na "Gazeta do Interior"[ligação inativa]
- O "Jornal do Fundão" e o lançamento do CD